# Collegio plurinominale Sicilia 1 - 01 (2020)
Il collegio elettorale plurinominale Sicilia 1 - 01 è un collegio elettorale plurinominale della Repubblica italiana per l'elezione della Camera dei deputati.

## Territorio
Come previsto dalla legge n. 51 del 27 maggio 2019, il collegio è stato definito tramite decreto legislativo all'interno della circoscrizione Sicilia 1.
Il collegio comprende la zona definita dai tre collegi uninominali Sicilia 1 - 01 (Palermo Settecannoli), Sicilia 1 - 02 (Palermo Resuttana-San Lorenzo) e Sicilia 1 - 03 (Bagheria) quindi tutta la città metropolitana di Palermo.

## XIX legislatura

### Risultati elettorali
|                               | Fratelli d'Italia                                       | 93 484  | 18,29 | 1 | 173 956 | 34,04 | 2 |  |  |
|                               | Forza Italia                                            | 56 232  | 11,00 | 1 | 173 956 | 34,04 | 2 |  |  |
|                               | Lega per Salvini Premier                                | 19 621  | 3,84  | – | 173 956 | 34,04 | 2 |  |  |
|                               | Noi Moderati                                            | 4 619   | 0,90  | – | 173 956 | 34,04 | 2 |  |  |
|                               | Movimento 5 Stelle                                      | 166 934 | 32,67 | 2 | 166 934 | 32,67 | 1 |  |  |
|                               | Partito Democratico - Italia Democratica e Progressista | 61 687  | 12,07 | 1 | 87 252  | 17,07 | – |  |  |
|                               | Alleanza Verdi e Sinistra                               | 11 458  | 2,24  | – | 87 252  | 17,07 | – |  |  |
|                               | +Europa                                                 | 10 117  | 1,98  | – | 87 252  | 17,07 | – |  |  |
|                               | Impegno Civico – Centro Democratico                     | 3 990   | 0,78  | – | 87 252  | 17,07 | – |  |  |
|                               | Sud chiama Nord                                         | 39 973  | 7,82  | – | 39 973  | 7,82  | – |  |  |
|                               | Azione - Italia Viva                                    | 25 202  | 4,93  | – | 25 202  | 4,93  | – |  |  |
|                               | Italexit                                                | 7 019   | 1,37  | – | 7 019   | 1,37  | – |  |  |
|                               | Italia Sovrana e Popolare                               | 5 860   | 1,15  | – | 5 860   | 1,15  | – |  |  |
|                               | Unione Popolare                                         | 4 800   | 0,94  | – | 4 800   | 0,94  | – |  |  |
| Totale                        | Totale                                                  | 510 996 | 100   | 5 | 510 996 | 100   | 3 |  |  |
|                               |                                                         |         |       |   |         |       |   |  |  |
| Voti non validi               | Voti non validi                                         | 44 436  | 8,00  |   |         |       |   |  |  |
| Votanti                       | Votanti                                                 | 555 432 | 56,43 |   |         |       |   |  |  |
| Elettori                      | Elettori                                                | 984 359 |       |   |         |       |   |  |  |
|                               |                                                         |         |       |   |         |       |   |  |  |
| Data: 25 settembre 2022       |                                                         |         |       |   |         |       |   |  |  |
| Fonte: Ministero dell'interno |                                                         |         |       |   |         |       |   |  |  |

### Eletti

#### Eletti nei collegi uninominali
Eletti nella coalizione di centro-destra (FdI - Lega - FI - NM)
     Eletti nel Movimento 5 Stelle
| Collegio uninominale             | Eletto | Eletto                   | Partito            |
| -------------------------------- | ------ | ------------------------ | ------------------ |
| 1. Palermo Settecannoli          |        | Davide Aiello            | Movimento 5 Stelle |
| 2. Palermo Resuttana-San Lorenzo |        | Carolina Varchi          | Fratelli d'Italia  |
| 3. Bagheria                      |        | Francesco Saverio Romano | Noi con l'Italia   |

#### Eletti nella quota proporzionale
| Movimento 5 Stelle               | Fratelli d'Italia  | Partito Democratico-IDP | Forza Italia |
| -------------------------------- | ------------------ | ----------------------- | ------------ |
|                                  |                    |                         |              |
| Valentina D'Orso Daniela Morfino | Gianluca Caramanna | Giuseppe Provenzano     | Giorgio Mulè |